# Lutz Richter (Betriebswirt)
Lutz Richter (* 4. September 1971 in Kaiserslautern) ist ein deutscher Wirtschaftswissenschaftler und Inhaber der Professur für Betriebswirtschaftslehre, insb. Betriebswirtschaftliche Steuerlehre und Unternehmensrechnung an der Universität Trier.

## Leben
Lutz Richter studierte Betriebswirtschaftslehre an der Universität des Saarlandes in Saarbrücken. Danach war er wissenschaftlicher Mitarbeiter am Lehrstuhl für Betriebswirtschaftslehre, insb. Betriebswirtschaftliche Steuerlehre tätig, wo er unter Heinz Kußmaul im Jahr 2003 zum Thema "Konzernbesteuerung" promovierte (Dr. rer. oec.) und sich im Jahr 2007 zum Thema "Kapitalgesellschaften und EuGH-Rechtsprechung" habilitierte. Seit 2009 hat er die Professur für Betriebswirtschaftslehre, insbesondere Betriebswirtschaftliche Steuerlehre und Unternehmensrechnung an der Universität Trier inne.
Lutz Richter war und ist Dozent an zahlreichen Institutionen, darunter die Akademie Deutscher Genossenschaften, das Universitätsseminar der Wirtschaft, das Institut Universitaire International Luxembourg, die Verwaltungs- und Wirtschaftsakademien Koblenz, Kaiserslautern und Trier sowie die Universität für Weiterbildung Krems.
Seit 2012 ist Lutz Richter Mitherausgeber der Zeitschrift Betriebswirtschaftliche Forschung und Praxis (BFuP).

## Forschung
Die Forschungsschwerpunkte von Lutz Richter liegen in den Untersuchungen des Einflusses europäischer Vorgaben auf die Wirkungsweise des deutschen Steuersystems, Besteuerungsfragen nationaler sowie internationaler Unternehmenszusammenschlüsse und Optimierungsüberlegungen, Fragestellungen im Kontext des AStG, KStG sowie GewStG und Optimierungsüberlegungen sowie Fragen des steuerlich induzierten Rechnungswesens. Hierzu hat Lutz Richter zahlreiche Aufsätze in wissenschaftlichen Fachzeitschriften (u. a. Steuer und Wirtschaft; Betriebswirtschaftliche Forschung und Praxis; Internationales Steuerrecht; Finanz-Rundschau; Deutsches Steuerrecht; Steuer und Wirtschaft International – Tax and Business Review; European Company Law) verfasst.
Zudem veröffentlichte Lutz Richter u. a. in folgenden renommierten Kommentaren:
- Rechnungslegung und Prüfung der Unternehmen (Hrsg.: Heribert Anzinger/Peter Oser/Carsten Schlotter (ehemals Adler Düring Schmaltz));
- Handbuch der Rechnungslegung – Einzelabschluss (Begr.: Karlheinz Küting/Claus-Peter Weber);
- Handbuch der Bilanzierung (HdB) (Hrsg.: Heinz Kußmaul/Stefan Müller);
- Bilanzrecht Kommentar (Hrsg.: Dirk Hachmeister/Holger Kahle/Sebastian Mock/Matthias Schüppen);
- Das Einkommensteuerrecht (Hrsg.: Eberhard Littmann/Horst Bitz/Hartmut Pust).[3]

## Auszeichnungen
Die Dissertation von Lutz Richter wurde 2004 mit dem Preis der Gesellschaft der Förderer des Instituts für empirische Wirtschaftsforschung (IFEW) der Universität des Saarlandes für herausragende Leistungen verliehen. Zudem wurde Lutz Richter für die Jahre 2011, 2013, 2016 und 2022 jeweils mit dem "Goldenen Trichter" der Fachschaft WISO der Universität Trier für die beste Lehre und Betreuung von Studierenden im Fach Betriebswirtschaftslehre ausgezeichnet.

## Schriften
- Ansätze einer Konzernbesteuerung in Deutschland. Eine betriebswirtschaftliche Analyse spezifischer steuerrechtlicher und zivilrechtlicher Aspekte und Fragestellungen sowie grenzüberschreitender Betrachtungsweisen aus nationaler Sicht im Kontext (eines Entwurfs) des Unternehmenssteuerfortentwicklungsgesetzes (UntStFG). Lang, Frankfurt am Main/Berlin/Bern/Bruxelles/New York/Oxford/Wien 2003 (Europäische Hochschulschriften, Bd. 2997, Reihe 5, Volks- und Betriebswirtschaft; zugl.: Saarbrücken, Dissertation, 2003); ISBN 3-631-51406-9
- Kapitalgesellschaften und EuGH-Rechtsprechung. Auswirkungen auf das Ertragsteuer-, Gesellschafts- und Handelsrecht. Erich Schmidt, Berlin 2007 (Bilanz-, Prüfungs- und Steuerwesen, Band 10, hrsg. von Karlheinz Küting, Claus-Peter Weber und Heinz Kußmaul; zugl.: Saarbrücken, Habilitation 2007); ISBN 978-3-503-10323-2